# ドトール・モンテネグロ (病院船)
ドトール・モンテネグロ（U16 Doutor Montenegro）は、ブラジル海軍の病院船（Navios de Assistência Hospitalar,NAsH）の艦級。同型艦は有さない。
船名はリベルダーデ出身で、アクレ州の都市「クルゼイロ・ド・スル」唯一の職業的医師として活躍した医師マヌエル・ブラガ・モンテネグロ（Manoel Braga Montenegro）にちなむ。
ブラジル海軍の河川病院船は本級も含め、異名として「希望の船（Navios da Esperança）」と呼ばれている。

## 概要
本級はマナウスのコナベ造船所において建造され、1997年1月にリオ・ブランコ市に就役、その後2000年にブラジル海軍に編入された病院船である。
幅広で喫水が浅い船型をしており、ブラジル海軍、ブラジル保健省、アクレ州州政府が締結した協定に基づき、アマゾナス州とアクレ州にまたがるアマゾン川支流ジュルア川沿いに対する医療支援を中心に活動している。
船内の医療設備により軽易な手術を含む各種の医科歯科の診断、治療を提供する事が可能であり、患者の移送手段として小型高速ボート2隻を搭載している。ただし、ヘリコプターの運用能力は持たない。
ドトール・モンテネグロのモットーは「Saúde sem Limites!（限りなき健康！）」である。

## 設計
患者移送用に2隻の高速ボートを搭載している。一方でヘリ運用能力については有していない。
医療設備として歯科外来診療室2室、診察2室、外科治療室、X線検査室、マンモグラフィー室などを備え、医師や歯科医師による診察、臨床検査、簡単な手術、出生前ケア、マンモグラフィー検査、X線検査、教育講演、配薬や薬剤ケアなどの医療が提供可能である。ただし、新型コロナ感染症へは対応していない。このうち教育講演については熱帯地域特有のジカ熱、デング熱、黄熱病、チクングニア熱などを媒介するネッタイシマカへの対処方法・予防方法に加え、水や食べ物、性感染症の治療に関する指導も行われている。また、HIV、梅毒、肝炎を特定するための迅速検査を受けることも可能である。

## 来歴・運用
病院船ドトール・モンテネグロは当時のアクレ州知事オルレイール・メシアス・カメリの主導によりマナウスのコナベ造船所に発注され、1997年1月にリオ・ブランコ市に引き渡され就役した。その後、ブラジル保健省、アクレ州州政府、ブラジル海軍司令部の協議の結果、この三者間での協定が締結され、2000年5月19日にブラジル海軍に編入されることとなった。

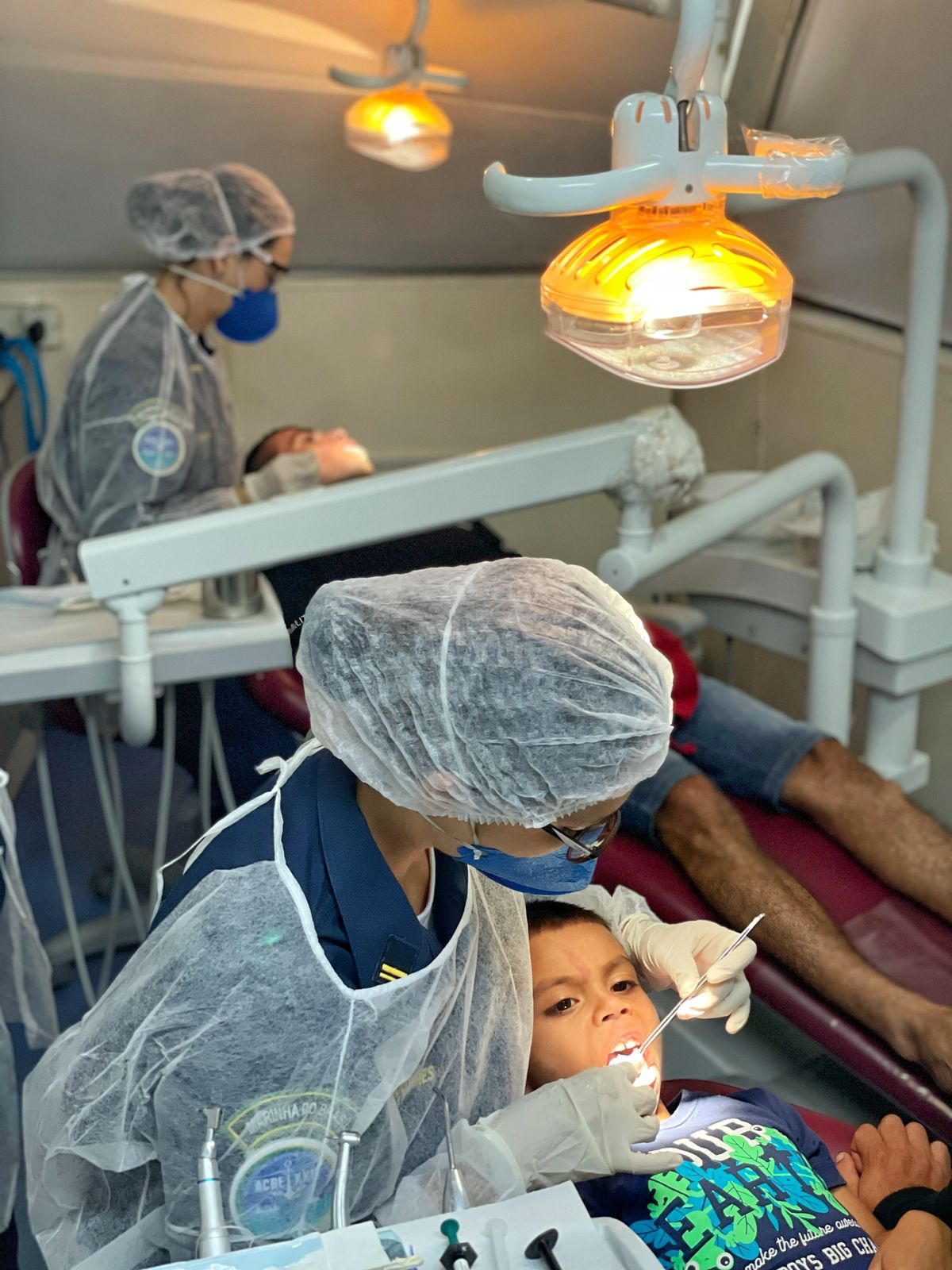
第22次アクレ作戦において歯科診療を行うドトール・モンテネグロ保険医療チーム

本船は西アマゾン地域を管轄とするブラジル海軍第9海軍管区に所属しており、母港はブラジル北部アマゾナス州州都でありアマゾン川左岸支流ネグロ川の最下流部左岸に位置する河港都市マナウスに所在するリオ・ネグロ海軍基地である。
本船はブラジル海軍、ブラジル保健省、アクレ州州政府が締結した協定に基づき、アクレ州を含むブラジル最西端のアルト・ ジュルア地域一帯の孤立した河川沿いコミュニティに対して医療支援を行う事を任務としている。ブラジル海軍所属後、毎年1月から約4カ月間「第〇次アクレ作戦」として毎回2万人前後の河川沿い住民に対する医療支援を行っている。アクレ作戦においてはアクレ州の都市クルゼイロ・ド・スルを活動拠点とし、アマゾナス州とアクレ州にまたがるアマゾン川支流ジュルア川沿いのコミュニティを訪問する。
毎年定例のアクレ作戦の他に、米軍の熱帯医学コースにおける医療専門知識の習得を兼ねた医師受け入れ兼人道医療ミッションや、ブラジル国内の各研究所や大学病院の眼科医を招き無料の白内障手術を提供する「人道眼科ミッション」など多数の医療活動を実施している。
乗員は約85名であり、そのうち30名弱が保険医療チームとなる。保険医療チームは任務の性質により変動するものの、おおむねさまざまな専門分野の医師6人、歯科医5人、薬剤師2人、看護師1人、看護技術者で構成され、さらに新型コロナウイルス感染症のパンデミックの時期においては医療環境の消毒を担当する軍人2名が所属していた。このほか米軍の人道医療ミッション時においては、米熱帯医学コースより米海空軍の医師5名、米海軍看護師1名、およびブラジル人看護師1名が追加で乗船する。
河川運用という特性上、その航行可能範囲は川の水量に左右され、十分な水量が不足し水深が浅い場合には一定以上の上流のコミュニティへ到達できないという事態も発生しえ、その際には行動可能な範囲の拠点河岸都市にて医療支援ミッションを遂行する。また、上流地域での活動中に急激に河川の水量が減少し、干上がった川床に取り残されるといった事象も過去に発生している。この場合、離礁のための川の増水を待つとともに、乗船している保険医療チームは近隣都市に移動して医療支援の提供を行っている。

## 関連項目

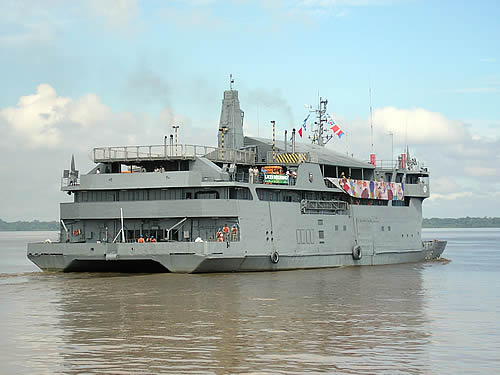
補助船パラー（U-15）